# ニューイングランド三部作
ニューイングランド三部作（New England Triptych, Three Pieces for Orchestra after William Billings）は、ウィリアム・シューマンの作曲した管弦楽曲、あるいは吹奏楽曲。

## 概要
アンドレ・コステラネッツによる委嘱を受け、1956年に作曲された。シューマンが1943年に作曲し、のちに撤回した「ウィリアム・ビリングス序曲」(William Billings Overture)が下敷きになっている。初演は1956年10月28日にマイアミにおいてコステラネッツの指揮するマイアミ大学の管弦楽団によって行われ、11月3日にはニューヨーク・フィルハーモニックにも演奏された。
コステラネッツは「アメリカ風の背景による、標題的な性格を持つ」「明るく、聴衆にすばやくアピールする」作品を求めていた。ウィリアム・ビリングスの聖歌を題材にした愛国的な背景を持つ作品で、シューマンの作品の中でも特に有名なものの一つである。
シューマンは、スコアの巻頭で次のように述べている。

ビリングスは、アメリカ音楽の歴史における重要人物である。彼の作品は、私たちが独立戦争の時代から連想する、堅固でたくましい精神、深い信仰心、愛国的な情熱といったものをとらえている。ビリングスに共通したものを感じるアメリカの作曲家は私だけではないだろうし、そのことこそが、私がビリングスの音楽を出発点として用いたことの理由である。この3つの小品は「幻想曲」でも「変奏曲」でもなく、様式や音楽語法の混合物と呼ぶほうがふさわしい。

## 吹奏楽版
作曲者自身によって、全曲がそれぞれ別の機会のため吹奏楽編成にも改作されており、特に「チェスター」序曲は単独でよく演奏される。
1956年、パイ・カッパ・オミクロン・全米バンド友愛会アルファ・チャプター(Alpha Chapter of a National Band Fraternity, Pi Kappa Omicron)から吹奏楽曲の委嘱を受けたシューマンは「チェスター」の改作で応えることを決めた。翌年にルイビル大学シンフォニック・バンドによって初演された吹奏楽版では全体の規模をほぼ2倍に拡大し、「バンドのための序曲」（Overture for Band）と新たに副題を付けている。1957年にはゴールドマン・バンドのために「イエス涙を流したもう時」を編曲し、新たに「バンドのための前奏曲」（Prelude for Band）と副題を与えている。
「喜びあれ、アメリカ」の吹奏楽編曲は1956年に制作されていたが、発表の意志はなかった。吹奏楽界からの相次ぐ要望を受けたシューマンは後年新たに編曲を行い、1975年に吹奏楽版が出版されている。管弦楽版とは構成の細部が異なっており、より管弦楽版に忠実なデヴィッド・マーティナック(David Martynuik)による編曲も存在する。

## 楽器編成
- 管弦楽版

| 木管 | 木管             | 金管 | 金管 | 打    | 打 | 弦   | 弦 |
| ---- | ---------------- | ---- | ---- | ----- | -- | ---- | -- |
| Fl.  | 3（Picc.1持替）  | Hr.  | 4    | Timp. | ●  | Vn.1 | ●  |
| Ob.  | 2（E.Hn.1持替）  | Trp. | 3    | 他    | 3  | Vn.2 | ●  |
| Cl.  | 2（Es、Bs.持替） | Trb. | 3    | 他    | 3  | Va.  | ●  |
| Fg.  | 2                | Tub. | 1    | 他    | 3  | Vc.  | ●  |
| 他   |                  | 他   |      | 他    | 3  | Cb.  | ●  |

- 吹奏楽版

| 木管 | 木管                                | 金管 | 金管                      | 弦・打 | 弦・打 |
| ---- | ----------------------------------- | ---- | ------------------------- | ------ | --- |
| Fl.  | 2, Picc.                            | Tp.  | 3                         | Cb.    | ● |
| Ob.  | 2, C.A.                             | Hr.  | 4                         | Timp.  | ● |
| Fg.  | 2                                   | Tbn. | 3                         | 他     | 大太鼓、小太鼓、テナードラム、シンバル（クラッシュ、サスペンデッド）、ウッドブロック、グロッケンシュピール、チューブラーベル |
| Cl.  | 3, E♭, Alto, Bass, C-Bass 1（任意） | Eup. | 1（第2曲のみSolo, Tutti） | 他     | 大太鼓、小太鼓、テナードラム、シンバル（クラッシュ、サスペンデッド）、ウッドブロック、グロッケンシュピール、チューブラーベル |
| Sax. | Alt. 2 Ten. 1 Bar. 1 Bs. 1          | Tub. | ●                         | 他     | 大太鼓、小太鼓、テナードラム、シンバル（クラッシュ、サスペンデッド）、ウッドブロック、グロッケンシュピール、チューブラーベル |

## 楽曲構成
全3曲からなり、ビリングスの聖歌をそれぞれ1曲ずつ下敷きにしている。以下は管弦楽版に基づく。
- 喜びあれ、アメリカ（Be Glad then America）
ティンパニのソロにのって弦楽のクレッシェンドが序奏を形成する。主部に入ると、原曲で"Be Glad Then, America, Shout and Rejoice"と歌う部分の動機を金管楽器が敷衍する。再びティンパニのソロを挟み、中間部は"And Ye Shall Be Satisfied"に基づくフーガ。二つの動機が結合され、"Hallelujah"が続くと、"Shout and Rejoice"が戻ってきて終結する。演奏時間は約5分。
- イエス涙を流したもう時（When Jesus Wept）
テナードラムのリズムに乗ったファゴットのソロで始まり、オーボエのソロがそれに絡む。その後弦楽によって、ビリングスのコラールが現代的な和声を伴って奏されていく。演奏時間は約7分。
- チェスター（Chester）
木管楽器によって原曲のコラールが荘重に奏され、その後テンポを上げて快活に展開されていく。元になった聖歌「チェスター」が独立戦争において行進歌として使われていたことから、軍楽を思わせる太鼓のリズムや華やかなファンファーレが盛んに用いられる。演奏時間は約3分（吹奏楽版は約6分）。